# Scolecoseps litipoensis
Espèce
Statut de conservation UICN

 DD  : Données insuffisantes
Scolecoseps litipoensis est une espèce de sauriens de la famille des Scincidae.

## Répartition
Cette espèce est endémique du Sud-Est de la Tanzanie.

## Étymologie
Son nom d'espèce, composé de litipo et du suffixe latin -ensis, « qui vit dans, qui habite », lui a été donné en référence au lieu de sa découverte : la forêt de Litipo.

## Publication originale
- Broadley, 1995 : A new species of Scolecoseps (Reptilia: Scincidae) from southeastern Tanzania [S. litipoensis]. Amphibia-Reptilia, vol. 16, p. 241-244.